# Jess Vanstrattan

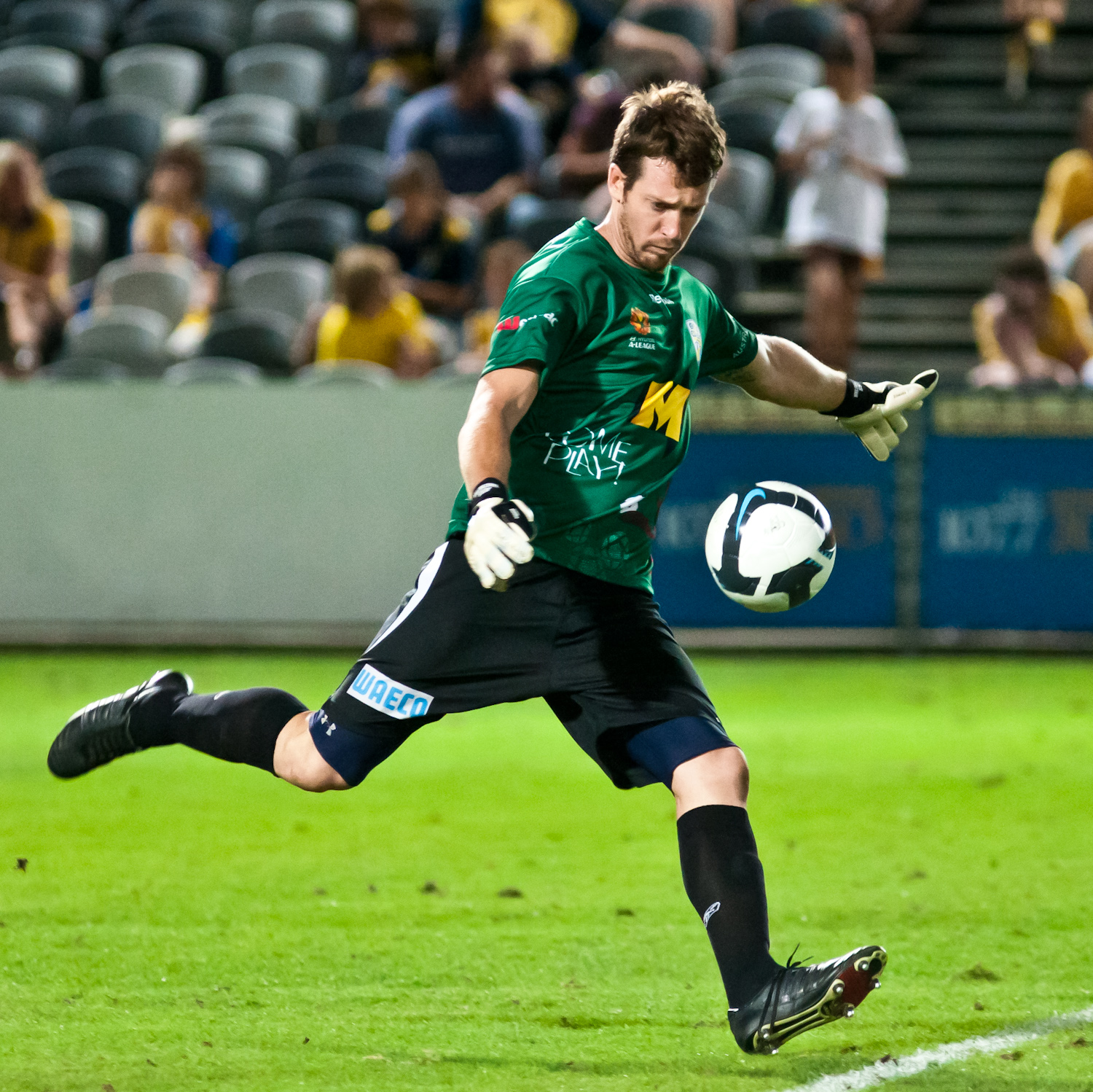
Jess Vanstrattan

Jess Vanstrattan (Gosford, 19 juli 1982) is een Australische voetballer van Nederlandse afkomst. Hij speelt sinds 2007 als doelman bij het Italiaanse Juventus. 

## Clubvoetbal
Vanstrattan speelde in eigen land van 1999 tot 2000 bij Northern Spirit FC. In 2001 werd hij gecontracteerd door het Italiaanse Hellas Verona, maar de doelman speelde van 2001 tot 2004 geen enkele competitiewedstrijd voor de club. Op huurbasis bij Carrarese Calcio maakte Vanstrattan uiteindelijk toch zijn Italiaanse competitiedebuut. Na zijn terugkeer bij Hellas Verona kwam hij wederom nauwelijks in actie en tussen 2004 en 2007 kwam Vanstrattan niet verder dan acht competitiewedstrijden. 
Een tweede verhuurperiode, ditmaal bij AC Ancona, volgde in 2007. In 2007 besloot Vanstrattan om persoonlijke redenen terug te keren naar Australië. Kort daarna tekende hij echter een contract bij Juventus en op 18 juli maakte de doelman zijn debuut in de oefenwedstrijd tegen AC Mezzocorona. Hellas Verona, waar Vanstrattan officieel nog tot 2008 onder contract stond, protesteerde en de Legia Calcio oordeelde uiteindelijk dat het contract dat Vanstrattan bij Juventus had getekend illegaal was en ontbonden moest worden. De situatie werd uiteindelijk opgelost doordat Juventus en Hellas Verona een verhuurperiode van een jaar overeenkwamen. Vanstrattan geldt bij La Vecchia Signora als derde doelman.    